# Vulcânicos
Vulcânicos Futebol Clube is een Kaapverdische voetbalclub. De club speelt in het voetbalkampioenschap van Fogo, waarvan de kampioen deelneemt aan het Kaapverdisch voetbalkampioenschap, de eindronde om de landstitel.

## Erelijst
Voetbalkampioenschap van Fogo
1992, 1994, 1998, 1999, 2000, 2004, 2009, 2011
Beker van Fogo
2011